# Варшувка (Мазовецьке воєводство)
Варшувка (пол. Warszówka) — село в Польщі, у гміні Собене-Єзьори Отвоцького повіту Мазовецького воєводства.
Населення — 326 осіб (2011).
У 1975-1998 роках село належало до Седлецького воєводства.

## Демографія
Демографічна структура станом на 31 березня 2011 року:
|          | Загалом | Допрацездатний вік | Працездатний вік | Постпрацездатний вік |
| -------- | ------- | ------------------ | ---------------- | -------------------- |
| Чоловіки | 152     | 28                 | 111              | 13                   |
| Жінки    | 174     | 32                 | 94               | 48                   |
| Разом    | 326     | 60                 | 205              | 61                   |